# Illadopsis rufipennis
Az Illadopsis rufipennis a madarak osztályának verébalakúak (Passeriformes) rendjébe és a Pellorneidae családjába tartozó faj.

## Rendszerezése
A fajt Richard Bowdler Sharpe angol ornitológus írta le 1872-ben, a Trichastoma nembe Trichastoma rufipennis néven.

## Alfajai
- Illadopsis rufipennis bocagei (Salvadori, 1903)
- Illadopsis rufipennis distans (Friedmann, 1928)
- Illadopsis rufipennis extrema (Bates, 1930)
- Illadopsis rufipennis rufipennis (Sharpe, 1872)[2]

## Előfordulása
Nyugat- és Közép-Afrikában, Angola, Kamerun, a Közép-afrikai Köztársaság, a Kongói Köztársaság, a Kongói Demokratikus Köztársaság, Elefántcsontpart, Egyenlítői-Guinea, Gabon, Ghána, Guinea, Kenya, Libéria, Nigéria, Sierra Leone, Tanzánia és Uganda területén honos. A természetes élőhelye a szubtrópusi vagy trópusi síkvidéki- és hegyi esőerdők, cserjések és legelők, valamint ültetvények. Állandó, nem vonuló faj.

## Megjelenése
Testhossza 14–15 centiméter, testtömege 18–32 gramm.

## Életmódja
Főleg gerinctelenekkel táplálkozik.